# Stockholms universitetskör

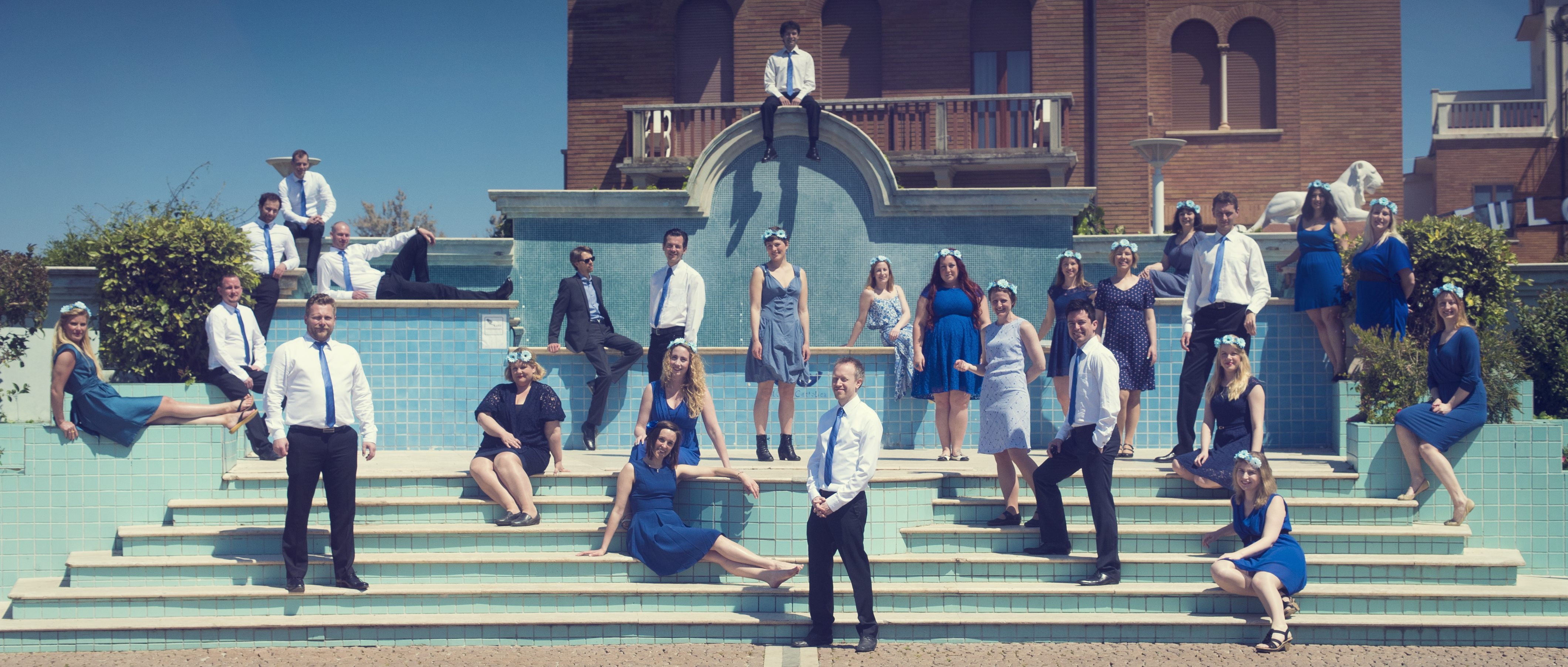
Gruppfoto av kören, vårterminen 2016.

Stockholms universitetskör (tidigare Frescati röster) är en blandad kör baserad i Stockholm. Kören består av ett trettiotal medlemmar.

## Historik
Kören bildades hösten 1994 i samarbete med Kungliga Musikhögskolan och med stöd av rektorsämbetet vid Stockholms universitet. Dess namn blev Frescati röster, inspirerat av området Frescati som Stockholms universitet ligger på. För medlemskap fanns inget intagningsprov och medlemmarna var studenter och anställda vid universitetet. Körens verksamhet finansierades i huvudsak av universitet.
År 2006 genomgick kören en större förändring där den blev fristående från universitetet och helt ekonomiskt självförsörjande. I samband med detta infördes intagningsprov för att höja den musikaliska kvalitén, och kören bytte även namn till Stockholms universitetskör vilket är dess nuvarande namn. I och med denna förändring var inte kören längre reserverad enkom för universitetets anställda och studenter. Dock har ett visst samarbete med universitetet kvarstått, till exempel i att kören genomför sina repetitioner i universitets lokaler och att den sjunger på vissa av universitetets återkommande tillställningar.

### Dirigenter genom tiderna
- 1994–199? Lars Åke Levin
- 199?–199? Aminah Al Fakir
- 1997–2009 Sara Lindroth
- 2009–2010 Kim Malmquist
- 2010–2016 Jacob Mølgaard Laustsen
- 2016–2018 Malin Strömdahl
- 2018–2022 Jakob Grubbström

## Verksamhet
Kören genomför i regel en publik konsert per termin och utför även uppdrag för privata, statliga och kommersiella aktörer i samband med diverse tillställningar och högtider. Ett återkommande inslag är att kören sjunger på Stockholms universitets magisterpromovering i slutet av varje termin.

## Priser
- Våren 2016 vann Stockholms universitetskör första pris i tävlingen Queen of the Adriatic Sea som hölls i Cattolica, Italien. Körens dåvarande dirigent, Jacob Mølgaard Laustsen, vann även pris som bästa dirigent.